# Inhumeroclerus thomsoni
Inhumeroclerus thomsoni là một loài bọ cánh cứng trong họ Cleridae. Loài này được Pic miêu tả khoa học năm 1955.